# Rihmer Zoltán
Rihmer Zoltán (Pécs, 1947. március 25. –) Széchenyi-díjas magyar pszichiáter, neurológus, klinikai farmakológus, címzetes egyetemi tanár, az MTA doktora (2004).

## Élete
Iskoláit Pécsváradon és pécsi Nagy Lajos Gimnáziumban végezte, ahol 1965-ben érettségizett. A Pécsi Orvostudományi Egyetemen szerzett orvosi diplomát 1971-ben. Első munkahelye a Pomázi Munkaterápiás Intézet volt, majd 1973-tól az Országos Pszichiátriai és Neurológiai Intézetben dolgozott. 1983-től egy szakambulancia vezető főorvosa. 
1995-től az orvostudományok kandidátusa, 2004-ben az MTA doktora lett, 2007-ban habilitált. 2018-tól az Európai Tudományos és Művészeti Akadémia rendes tagja.
2007 októberétől a Semmelweis Egyetem Pszichiátriai és Pszichoterápiás Klinikájának munkatársa majd 2013-tól az Országos Pszichiátriai és Addiktológiai Intézet Öngyilkosság kutató és Megelőző laboratóriumának vezetője is. 2005-től 2013-ig országos pszichiáter szakfelügyelő főorvos. Kutatási területe a kedély- és szorongásos betegségek klinikai és biológiai és pszicho-szociális vonatkozásainak kutatása (depresszió, öngyilkosság). 
A budapesti Semmelweis Egyetem Általános Orvostudományi Karán tart előadásokat és továbbképzést, több külföldi egyetem rendszeres meghívott előadója. Több hazai és nemzetközi szakmai társaság vezetőségi/elnökségi tagja.
Több mint 620 magyar és angol nyelvű tudományos publikáció, közöttük 5 könyv és 65 könyvfejezet szerzője, társszerzője.

## Díjai[3]
- Nyírő Gyula-díj (1986, 2012, 2015)
- Brickell Suicide Research-díj (New York, 1999)
- Magyar Pszichiátriai Társaság Elnöki különdíj (2005)
- Aretaeus-díj (2010)
- Dr. Szabó György-dij (2010)
- European Bipolar Forum Életmű-díj (2011)
- Oláh Gusztáv Életmű-díj (2012)
- Széchenyi-díj (2012)